# Capitool van Georgia

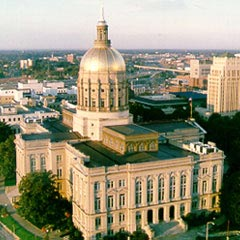
Het Capitool van Georgia

Het Capitool van Georgia (Engels: Georgia State Capitol) in Atlanta is de zetel van de wetgevende en de uitvoerende macht van de Amerikaanse deelstaat Georgia.
Het is architectonisch en historisch gezien een belangrijk gebouw. Het werd gebouwd in 1889 in dezelfde neoclassicistische stijl als het capitool in Washington D.C. Markant onderdeel van het capitool is de gouden koepel. Het is als National Historic Landmark opgenomen in het National Register of Historic Places.
Het capitool herbergt het kantoor van de gouverneur van Georgia, de luitenant-gouverneur en de secretary of state. Op de tweede verdieping vergadert van januari tot april de Algemene Vergadering (Huis van Afgevaardigden en Senaat) van Georgia. Op de derde verdieping zijn tentoonstellingen en een museum.

## Fotogalerij

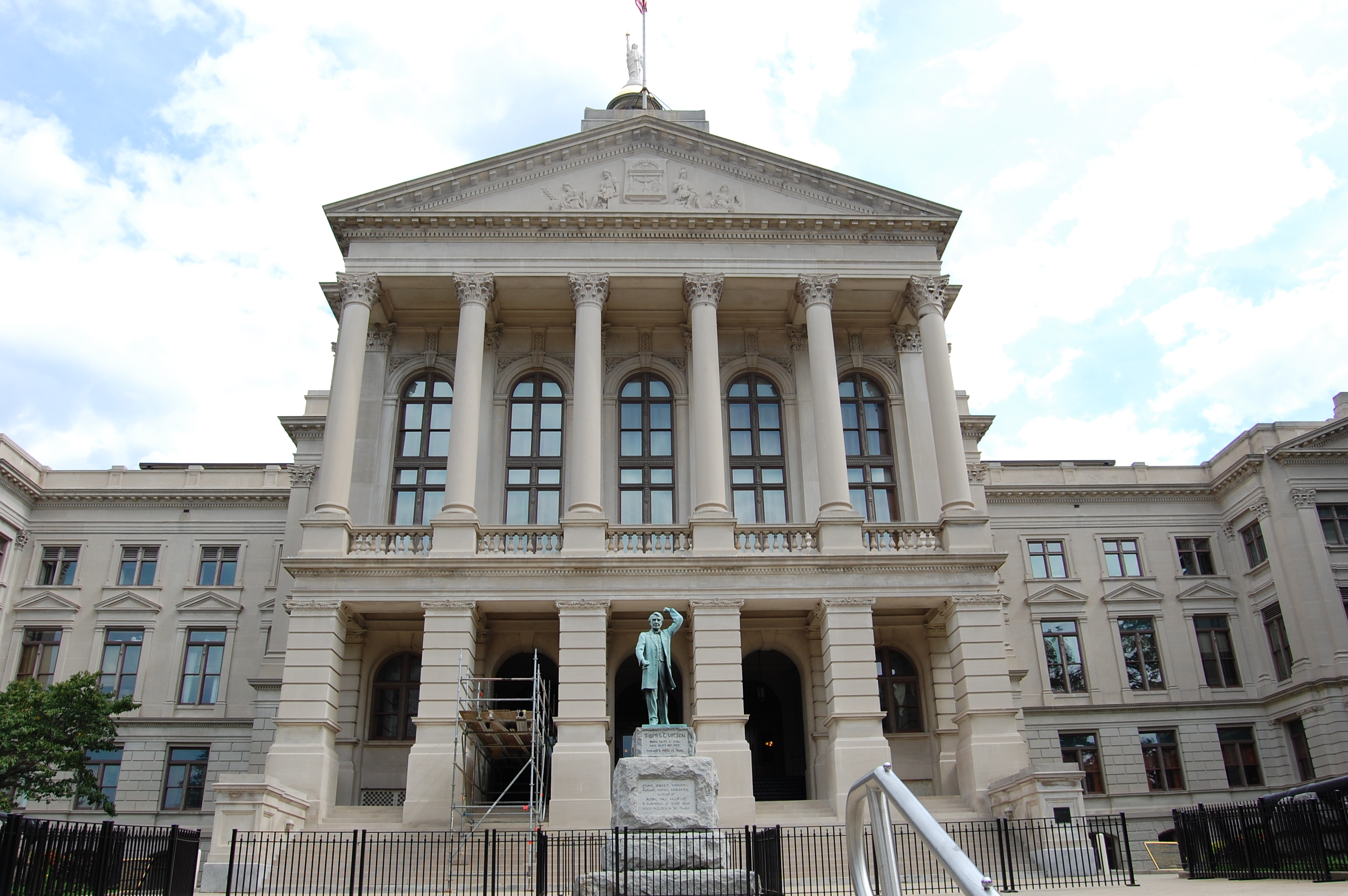
Entree
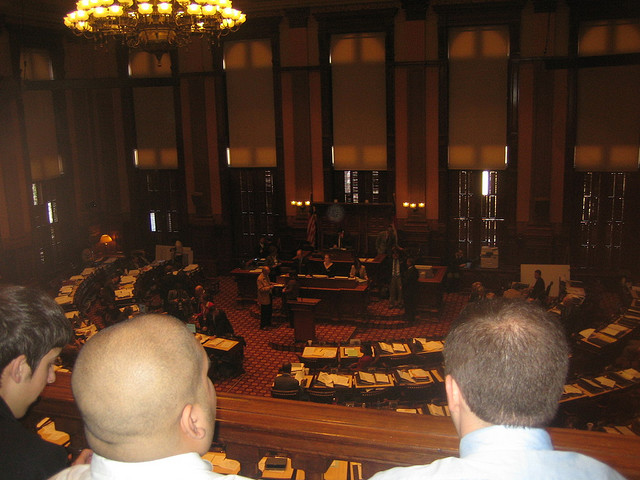
Huis van Afgevaardigden van Georgia
President Carter spreekt de Vergadering toe (1979)